# 메이지 천황
메이지 천황(일본어: 明治天皇 메이지 텐노[*], 1852년 11월 3일 ~ 1912년 7월 30일)은 일본 제국의 제122대 천황(재위: 1867년 2월 13일 ~ 1912년 7월 30일)이다. 휘는 무쓰히토(睦仁)이며 유소년기의 궁호(宮號)는 사치노미야(祐宮)이다.
1867년 11월 대정봉환에 따라 막번 체제와 쇄국령을 실시하던 에도 막부 체제가 종식되고 천황 중심의 중앙집권제가 수립되었다. 이후 메이지 정부는 새 정권에 반발한 막부파의 보신 전쟁(1868~1869)과 폐도령에 반발한 사쓰마번의 세이난 전쟁(1877)을 차례로 진압하였고, 1889년(메이지 22년)에는 이토 히로부미 등이 주도하여 일본 최초의 근대적 헌법인 ‘대일본제국 헌법’을 제정하였다. 당시 메이지 천황을 상징적 중심으로 한 일련의 개혁 정책을 그의 연호를 따 메이지 유신이라 부르며, 일본의 근대화를 확립하고 부국강병을 달성한 군주로 평가된다.
1868년 9월 연호를 메이지(明治)로 고친 이래로 일세일원제(一世一元制)가 굳어졌다. 이에 따라 그의 재위 기간을 메이지 시대라고 부른다. 일본에서는 그를 높이 평가하여 메이지 대제(明治大帝), 메이지 성제(明治聖帝), 무쓰히토 대제(睦仁大帝) 등으로도 부른다. 오늘날 일본에서는 그의 탄생일인 11월 3일을 문화의 날로 제정하여 기념하고 있다.

## 생애

### 탄생

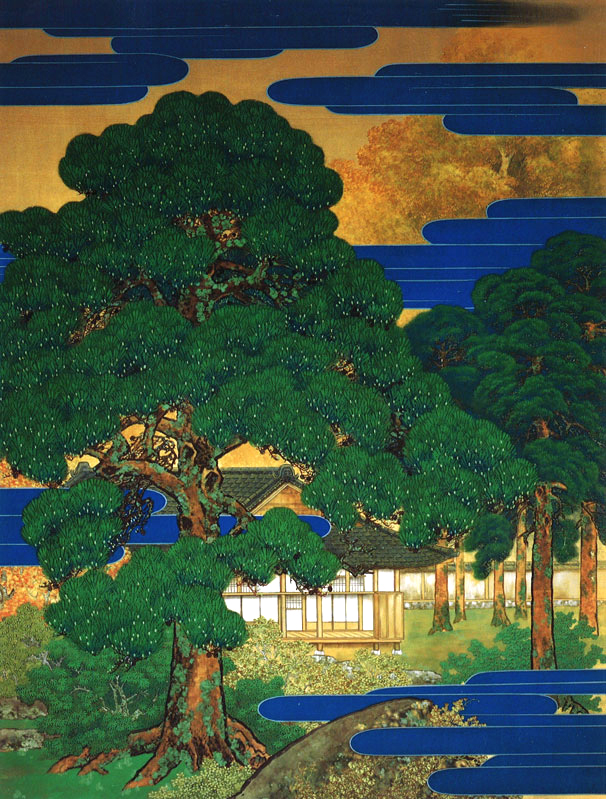
세이토쿠 기념 회화관(聖徳記念絵画館)의 벽화 「어강탄(御降誕)」은 다카하시 슈카(高橋秋華)가 그렸으며, 나카야마 가문이 봉헌한 작품이다. 이 벽화는 메이지 천황이 태어난 나카야마 저택(中山邸)의 산전(産所)을 중심으로, 오래된 소나무의 거목, 가을이 무르익어 물든 나무들, 황금빛으로 빛나는 하늘, 그리고 보랏빛으로 드리운 상서로운 구름(瑞雲)을 묘사하고 있다.

메이지 천황은 가에이 5년 9월 22일(1852년 11월 3일) 오후 1시경, 교토 이시야쿠시(石薬師)에 위치한 나카야마 저택(中山邸)에서 제121대 천황인 고메이 천황의 둘째 황자로 태어났다. 생모는 곤다이나곤(権大納言)이었던 공가 나카야마 다다야스의 딸이자 곤나이시노스케(権典侍)였던 나카야마 요시코이다.
요시코가 임신했을 당시, 다다야스는 손주의 탄생을 간절히 기다리며 출산 준비에 열을 올렸다. 나카야마 가문은 연간 수입 200석을 받는 공가로, 산전(産殿)의 건설에 필요한 비용 100료는 과도한 부담이었다. 이를 위해 조정에서 다다야스 명의로 100료, 대숙모(大叔母)인 나카야마 이사코 명의로 50료를 대출받아 총 150료로 육첩(六畳)과 십첩(十畳) 두 방으로 이루어진 산전을 건설했다.
게이코는 임신 5개월 차에 첫 초대(著帯) 의식을 나카야마 저택에서 치렀고, 9개월 차인 8월 27일(10월 10일)에는 궁중에서 정식 초대의식을 진행했다. 이후 나카야마 저택의 새로 지어진 산전으로 이동해 출산을 준비했다.
1852년 11월 3일 오전 8시경, 게이코가 출산 징후를 보이기 시작했다. 다다요시는 오전 10시경 궁중 의사 3명과 조산사를 불러들였고, 오후 1시경 게이코는 무사히 황자를 출산했다. 이 소식을 들은 고메이 천황은 정원에서 국화를 감상하며 술을 기울이던 중 기쁜 소식을 듣고 매우 기뻐하며 잔을 거듭 들었다고 전해진다.
생후 곧바로 청의(請衣)의식과 산욕 의식(産湯)이 거행되었다. 탯줄를 자르고 상처를 지지는 의식을 진행한 후, 가모가와강의 물로 목욕을 시켰다. 탯줄은 음양사의 점에 따라 로쿠토 요시다 신사(洛東吉田神社)에 묻혔다.
9월 29일, "칠야의 예(七夜の礼)"가 거행되었고, 이 자리에서 고메이 천황은 황자에게 사치노미야(祐宮)라는 이름을 하사했다. 이 이름은 메이지 천황의 증조부인 고카쿠 천황의 어린 시절 이름에서 유래했으며, 『주역』의 「하늘이 도우니 길하고 모든 일이 순조롭다(自天祐之、吉无不利)」라는 구절에서 따온 것이다.
하지만 사치노미야의 황위 계승은 이 시점에서 확정된 것이 아니었다. 그의 생모인 나카야마 요시코는 고셋케 출신이 아니었고, 이미 고메이 천황에게는 정실인 에이쇼 황태후(구조 노부코)가 있었다. 구조는 후에 황후로 승격될 예정이었으며, 그녀가 아들을 출산할 경우 사치노미야의 황위 계승 가능성은 낮아질 수 있었다. 또한, 당시 유력한 황위 계승 후보로는 아리스가와노미야 타카히토 친왕(有栖川宮幟仁親王)과 후시미노미야 사다노리 친왕 등이 있었다.
생후 30일째 되는 날인 10월 22일, 사치노미야는 처음으로 궁에 들어가 고메이 천황과 만났으며, 이때 천황으로부터 인형을 선물 받았다. 이후 사치노미야는 4세까지 생모의 친가인 나카야마 저택에서 양육되었으며, 가끔씩 궁에 들어가는 생활을 이어갔다.

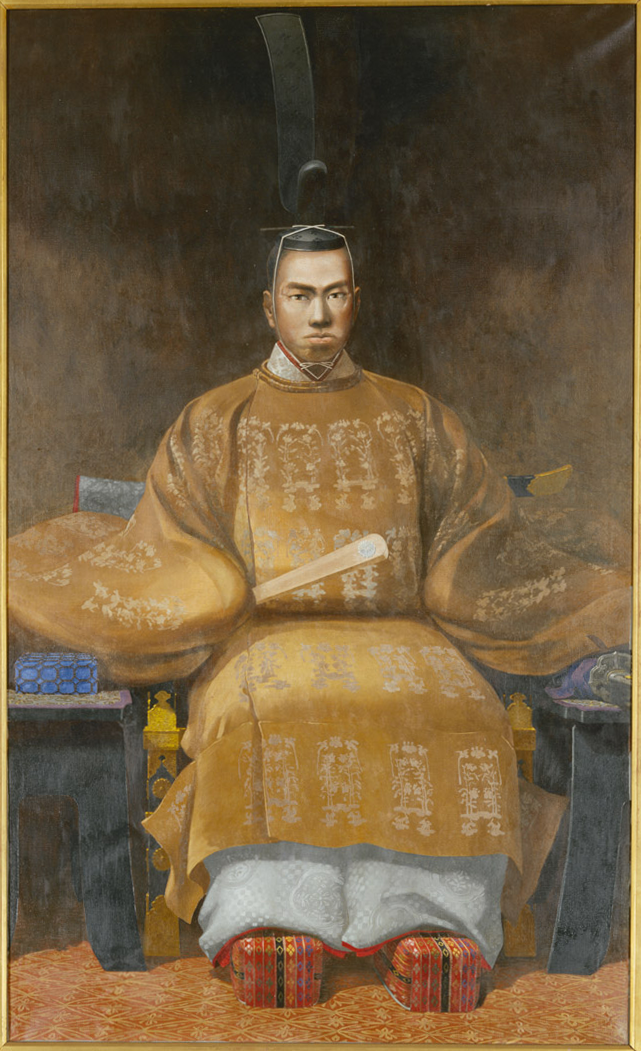
아버지 고메이 천황
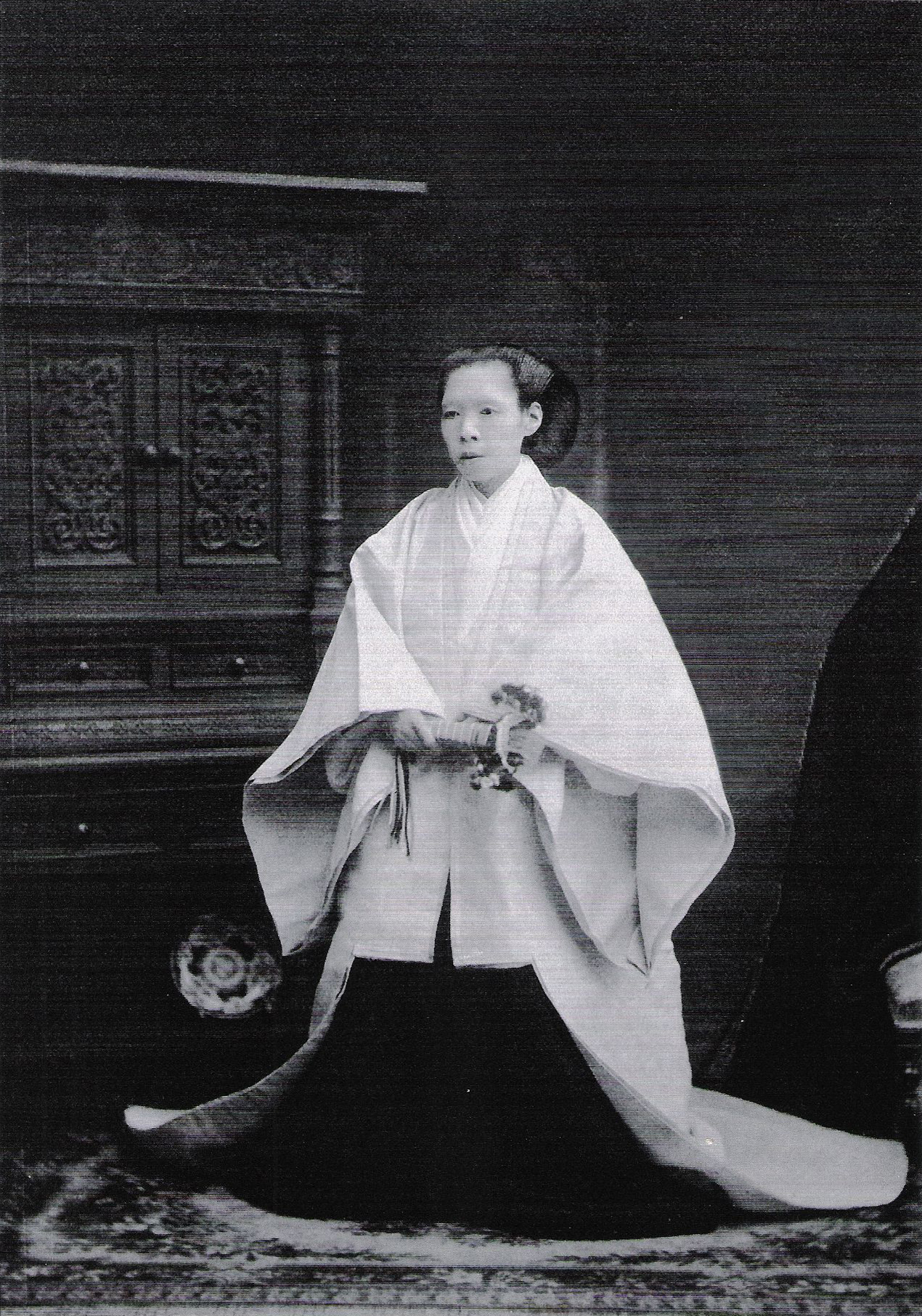
어머니 나카야마 요시코
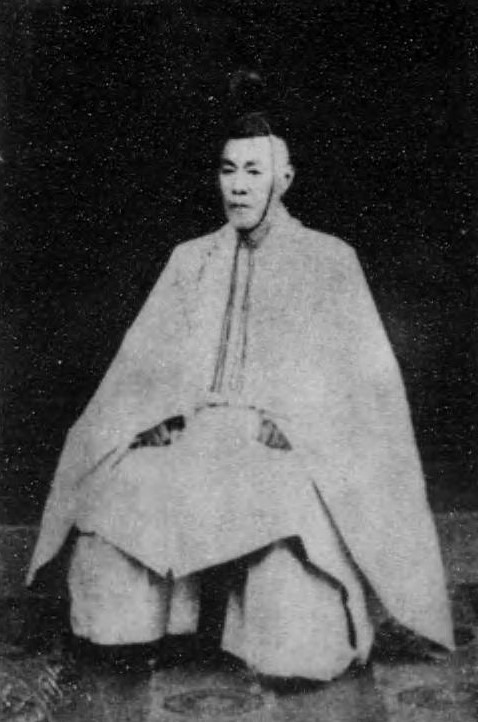
외조부 나카야마 다다야스

### 나카야마 저택에서의 생활
사치노미야(당시 메이지 천황)은 안세이 3년(1856년) 9월 29일, 4세가 될 때까지 생모의 친가인 나카야마 저택에서 자랐다. 사치노미야의 외할아버지 나카야마 다다야스가 사실상 아버지 역할을 맡았고, 생모인 요시코(慶子)는 나이시노스케(典侍)로서 궁중에 머물렀기 때문에, 외조모 나카야마 아이코(中山愛子)와 다다야스의 모친인 나카야마 쓰나코(中山綱子)가 사치노미야를 돌보았다. 나카야마 가문은 사치노미야의 탄생을 기념하여 새 우물을 파고 이를 사치이(祐井)라고 명명했다.
다다야스가 사치노미야에게 처음 준 장난감은 목검, 죽도, 그리고 목마였다. 특히 사치노미야가 가장 좋아했던 것은 바퀴가 달린 높이 약 1.4~1.5척의 목마였다. 사치노미야는 목마에 올라타고 "하이하이"라고 외치며 시녀와 다다요시가 목마를 끌게 하였다. 목마가 부서졌을 때는 시녀와 다다노리 자신이 말 역할을 하며 사치노미야를 즐겁게 해주었다고 전한다.
사치노미야는 유모의 젖을 먹으며 자랐다. 초기에는 구조 가문 가신의 아내가 유모 역할을 맡았으나, 후에 학자 기무라 호우덴노스케(木村縫殿之助)의 아내 라이로 교체되었다. 유모는 자신의 아이를 데리고 나카야마 저택에 들어왔고, 이 아이들은 사치노미야의 어린 시절 친구가 되었다. 사치노미야는 이들과 종종 싸우기도 했다. 나카야마 저택에는 사치노미야의 삼촌 나카야마 다다미쓰(中山忠光)와 같은 독특한 인물들과 유학자 다나카 가와치노스케(田中河内介) 등이 머물렀으며, 이들과의 교류는 사치노미야의 성장에 큰 영향을 미쳤다.
사치노미야는 대체로 건강하게 성장했지만, 어린 시절 몇 차례 병을 앓았다. 1세 생일 이후 여러 차례 열흘 이상 앓는 병에 걸렸으며, 2세 때는 수두를, 3세 때는 고열을 경험했다. 당시의 의료 수준을 감안할 때 병이 길게 이어지는 것은 흔한 일이었지만, 사치노미야는 회복하며 건강을 유지했다. 3세 반이 되면서 사치노미야는 감정 표현이 뚜렷해졌다. 안세이 3년(1856년) 3월 25일, 사치노미야는 궁으로 들어가는 가마에 타는 것을 거부하여 유모가 안고 들어가야 했다. 또한 군중들과 의식을 싫어했기 때문에 나카야마 저택에서 궁으로 이동하는 동안 도로를 차단하고 막을 쳐서 통행을 막는 방법이 사용되었다.

4세 생일인 9월 22일, 사치노미야는 고메이 천황으로부터 축하 선물을 받았다. 그 다음 날, 천황은 사치노미야를 궁중으로 복귀시키라는 명령을 내렸다. 9월 29일, 사치노미야는 나카야마 저택에서 궁으로 거처를 옮겼다. 이후에도 사치노미야는 나카야마 저택과 그곳의 사람들에게 애착을 가졌으며, 매년 나카야마 저택의 살구를 궁으로 배달받았다. 이후 천황으로 즉위한 후에도 평생 동안 과일 중에서도 살구를 가장 좋아했다고 전해진다.

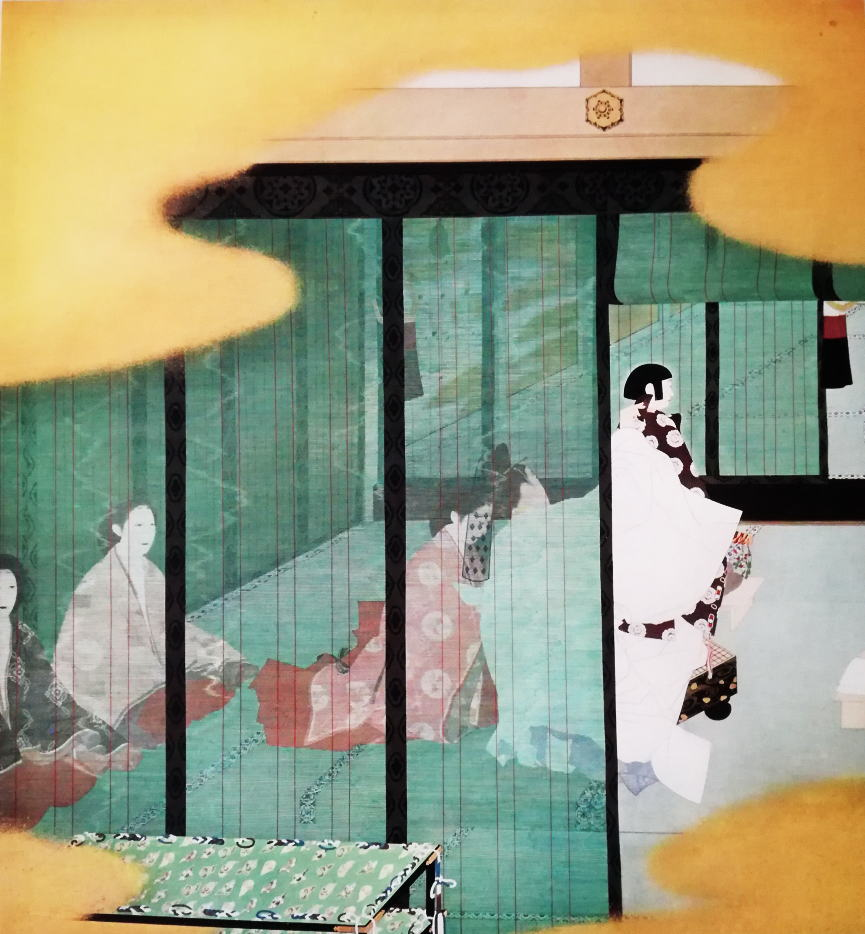
세이토쿠기념회화관 벽화 『고후카소기(御深曽木)』(화가 기타노 츠네토미, 코노이케 가문 봉납 작품)은 사치노미야가 고쇼(御所) 내의 '고산겐마(御三間)'에서 고후카소기 의식을 행하고 있는 장면을 묘사한 작품이다.사치노미야는 오른손에 부채를, 왼손에는 소나무와 귤나무 가지를 들고 있으며, 바둑판 위에 놓인 두 개의 푸른 돌을 발끝으로 밟고 있다. 그는 길한 방향으로 여겨지는 동남쪽을 향해 서 있다. 화면에서는 좌대신 이치조 타다카가 여관들의 도움을 받아 사치노미야의 관자놀이 머리(鬢髪)를 정리하고 있는 모습이 함께 묘사되어 있다.

### 궁중에서의 날
사치노미야 황자는 4세 때 생모 나카야마 요시코와 함께 교토 고쇼로 거처를 옮기게 되었다. 나카야마 저택에서 고쇼로 이동한 후 새로운 환경에 적응하는 데 어려움을 겪으며 약 두 달간 정서적으로 불안정한 상태를 보였다. 비록 생모와 함께 지내게 되었지만, 큰 환경 변화로 인해 안정감을 되찾는 데 시간이 걸렸던 것으로 보인다.
고메이 천황은 황자가 고쇼에 거주한 지 약 반년이 지난 안세이 4년(1857년) 봄경부터, 가능한 한 많은 궁중 행사에 참여할 수 있도록 배려했다. 이를 통해 사치노미야가 궁중 생활에 익숙해지도록 돕는 동시에, 부자 간의 유대감을 강화하려는 의도가 있었다. 특히 황자가 8세에 친왕 선하를 받을 때까지의 약 3년 반 동안, 고메이 천황은 사치노미야가 자신의 후계자로서의 자각을 갖도록 유도했다. 동시에, 주변 사람들에게도 황자의 후계자 위치를 확고히 알리기 위해 세심히 노력했다.
이 무렵 5세의 사치노미야는 안세이 4년(1857년) 11월에 처음으로 와카를 지었다.
 月見れは 雁がとんてゐる 水の中にも うつるなりけり

 
달빛을 보니 / 기러기가 날아가네 / 물 속에도 / 그 모습이 비치고 있구나

고메이 천황은 사치뇜야가 자신을 찾아올 때마다 와카 5수를 짓도록 하였고, 이를 완성할 때마다 과자를 상으로 주었다.
안세이 6년(1859년) 3월 30일, 아리스가와노미야 다카히토 친왕이 사치노미야의 서예 스승으로 임명되었다. 다카히토 친왕은 매월 정해진 날에 고쇼로 와서 사치노미야의 서예 지도를 맡았다. 천황은 사치노미야의 서예 교육에 친왕을 배정함으로써 그를 보통의 친왕보다 높은 위치에 두고자 하였다. 사치노미야는 천황과 함께 궁중 의식에 참여하는 일이 점점 많아졌으며, 천황의 준후였던 구조 아사코(후일 에이쇼 황태후)와 동행하는 경우도 잦아졌다. 이로써 친왕 선하를 받고 천황의 후계자로서 역할을 수행할 것이 명백해졌다.

같은 해 4월 27일, 명경박사인 후시하라 노부아키가 사치노미야의 독서 스승으로 임명되었다. 사치노미야는 만 7세에 이르지 않은 어린 나이에 사서오경의 소독(素讀)을 시작하였다.

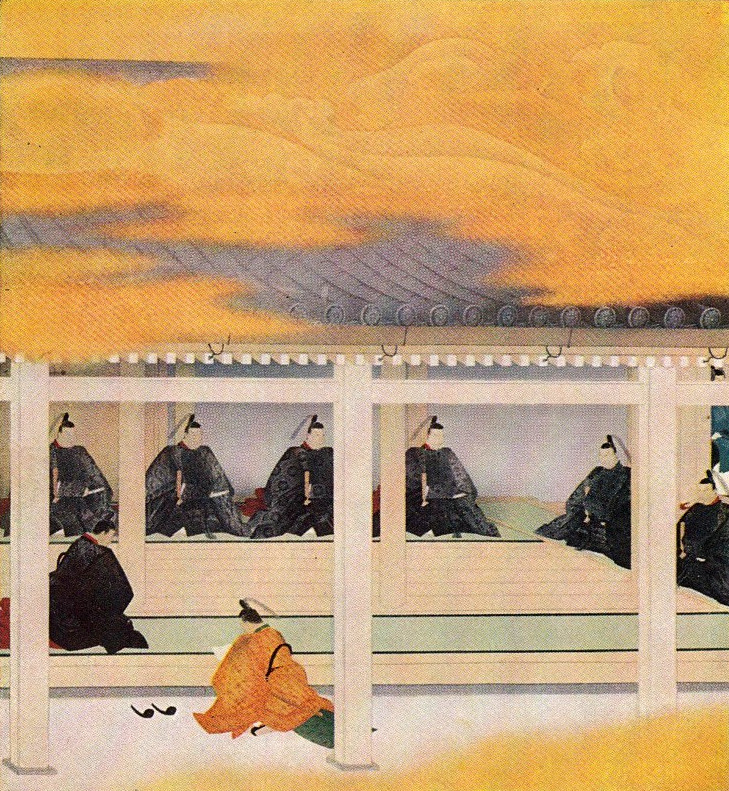
세이토쿠기념회화관 벽화 『립친왕선하(立親王宣下)』(화가 하시모토 에이호, 미쓰비시 합자회사 봉납 작품)은 사치노미야가 친왕으로 정식 책봉되는 의식을 묘사한 작품이다.장면은 내대신 니조 나리유키가 '무쓰히토(睦仁)'라는 이름이 적힌 서류를 쿠로우도켄 우추벤(蔵人権右中弁) 세이칸지 도요후사(清閑寺豊房)에게 전달하는 순간을 그렸다. 화면의 배경에는 곤다이나곤 히로하시 타다아야(広橋忠礼) 등 다른 고위 인물들이 뒤쪽에 대기하는 모습이 보인다.
작품의 상단, 건물 지붕 위에는 금빛 길조를 상징하는 '즈이운(瑞雲)'이 그려져 있어, 책봉 의식의 신성함과 격조를 강조하고 있다.

당시 사치노미야는 또래 귀족 아이들과 함께 나무 칼로 찬바라 놀이를 하거나, 여자 관리들에게 물총을 쏘거나, 만년청 잎을 자르는 등 활발하고 장난기 가득한 아이였다. 나카야마 저택에서도 그러했지만, 고쇼에서도 사치노미야가 가장 좋아했던 놀이는 바퀴가 달린 목마를 타고 노는 목마 놀이였다. 공가나 다이묘로부터 선물 받은 장난감도 두어 번 정도 가지고 논 뒤에는 세 번째부터 던져 부숴버리고 다시 목마에 올라탔다. 또한, 고메이 천황에게 졸라 받은 가키노모토노 히토마로의 흙 인형을 화가 난 채로 내던져 반으로 부숴버린 적도 있었다. 성격은 승부욕이 강하고 성급했으며, 마음에 들지 않는 일이 있으면 누구든 주먹으로 때리곤 했다.
만엔 원년 윤3월 16일(1860년 5월 6일), 사치노미야는 고쇼의 고산켄(御三間)에서 아이의 머리카락 끝을 잘라 가지런히 다듬고 머리가 길게 자라길 기원하는 의식인 후카소기(深曽木) 의식을 치렀다.
만엔 원년 7월 10일(1860년 8월 26일), 사치노미야는 준후(准后)인 구조 아사코의 친자로서 조군(儲君, 후계자)으로 정해졌다. 같은 해 9월 3일, 식부다이후와 문장박사인 가라하시 아리미쓰가 휘(휘호)를 올렸고, "요시히토(與仁)", "리히토(履仁)", "무쓰히토(睦仁)"의 세 후보 이름이 선정되어 천황에게 보고되었다. 다음 날, 고메이 천황은 이 세 후보를 관계자인 관백 구조 히사타다 및 좌대신 이치조 다다카 등 중신들에게 보여주고, 가장 적합한 휘를 선정하도록 지시했다. 사치노미야가 8세가 된 이후인 9월 28일(1860년 11월 10일), 친왕 선하 의식이 거행되었으며, 이 자리에서 모든 공경(公卿)들이 배석한 가운데, 고메이 천황의 친필로 적힌 "睦仁(무쓰히토)" 두 글자가 공개되었다.
8세가 되어도 목인 친왕의 장난기 가득한 성격은 여전했다. 그는 연하의 야부 사네야스(藪実休, 공가 야부 사네카타의 아들)를 동반해 자주 장난을 치곤 했다. 생모 나카야마 요시코는 무쓰히토 친왕만 혼낼 수 없어서, 사네야스와 함께 고쇼(御所) 내의 서고(御文庫)에 벌로 가두기도 했다. 또한, 이후 메이지 후기 내각총리대신을 두 차례나 역임하게 되는 사이온지 긴모치가 분큐 원년(1861년) 무렵부터 고쇼에 출사해 3세 연하의 무쓰히토 친왕의 가까운 시종으로서 섬기기 시작했으며, 이를 계기로 두 사람은 깊은 교분을 맺었다. 같은 해 12월에는 전 곤다이나곤 우라마츠 야스미쓰의 손자인 우라마츠 요시미쓰(뒤에 자작이 됨)가 친왕의 시종으로 지정되어 무쓰히토 친왕의 학우와 같은 위치에 올랐다. 이때 요시미쓰는 세는나이 12세, 목인 친왕은 10세였다.
친왕 선하 이후, 교육은 더욱 진전을 보였다. 만엔 원년(1860년) 11월 12일, 8세의 무쓰히토 친왕은 《대학》의 소독을 마치고, 17일부터 《중용》의 학습에 들어갔다. 분큐 원년(1861년) 3월, 《중용》을 거의 마쳤으므로, 독서사(侍読)로 봉직한 후시하라 노부아키는 《논어》를 군주의 덕을 함양하고 계발하기 위한 교재로 강독하고 싶다는 제안을 하여, 천황의 허락을 받았다.
이전까지의 교육은 약식에 불과했고, 개인 가정교사가 부임한 정도였으나, 분큐 2년(1862년) 5월 27일, 천황이 음양두(陰陽頭) 쓰치미카도 하루오를 통해 독서시작의 의식을 행하게 하면서, 정식 황자 교육이 시작되었다. 이후 교육의 주된 책임은 외조부인 나카야마 다다야스가 맡았다.
서예 교육은 계속해서 아리스가와노미야 다카히토 친왕이 담당했으며, 생모 나카야마 요시코가 이를 보조했다. 게이코는 무쓰히토 친왕의 서예 교육에 매우 엄격했으며, 메이지 천황이 메이지 20년대 무렵 회고하기를, 정해진 진도를 달성하지 못하면 점심시간이 되어도 식사를 주지 않았다고 한다. 분큐 원년(1861년) 2월 20일, 아리스가와노미야 외에 히로하시 다네야스가 매달 4일과 9일, 혹은 당번일에 고쇼에 출사해 서예를 가르치게 되었으나, 무쓰히토 친왕은 서예를 좋아하지 않아 진전이 더뎠다.
와카 교육은 고메이 천황이 무쓰히토 친왕의 와카를 직접 첨삭하면서 지도했다. 겐지 원년(1864년) 정월, 가도(歌道) 사범으로 명망 높은 레이젠가(冷泉家)의 당주 레이젠 다메마사가 천황에게 무쓰히토 친왕에게 와카를 지도하고 싶다고 제안했으나, 천황은 이에 적극적으로 응하지 않았다. 천황은 와카 지도를 무씌토 친왕과의 부자간 교류의 시간으로 즐겼다. 천황이 직접 와카를 지도하는 일은 천황의 붕어(崩御) 때까지 계속되었다.

### 막부 말기의 혼란
안세이 5년(1858년) 6월, 에도 막부는 미국 총영사 타운젠드 해리스와 함께 미일 수호 통상 조약을 체결하였는데, 일본 사회에서 이 조약이 천황의 칙허를 받지 않았다는 사실이 큰 문제로 부각되었다. 조약에 반대했던 고메이 천황은 막부가 독단적으로 미국과 조약을 체결한 것과 더불어 러시아, 영국, 프랑스와도 소위 안세이 5개국 조약을 체결할 방침임을 알고 크게 분노하였다. 8월 7일, 천황은 막부에 강력히 항의하며 조약 철회를 요구하는 '어취의서(御趣意書)'를 하달할 것을 엄명하였다. 그러나 당시 관백이었던 구조 히사타다(九条尚忠)는 막부와의 관계를 고려해 어취의서의 논조를 완화할 것을 제안했으며, 최종적으로 좌대신 고노에 타다히로가 해결책으로서 유력한 여러 번, 특히 사쓰마와 조슈 같은 번들에게 비밀리에 칙명을 전달하는 방안을 제안하였고, 천황은 이를 용인하였다. 고노에 가문을 통해 오와리번, 사쓰마번, 쓰번으로, 다카쓰카사 가문을 통해 가가번, 조슈번, 아와번으로 칙명의 사본이 전달되었다. 이후 미토번에도 칙명이 하달되었는데, 이를 무오밀칙이라 한다. 칙명을 명예로운 일로 받아들인 여러 번들, 특히 미토번은 이를 계기로 조약 반대와 외세를 물리치기 위해 천황을 중심으로 단결하자는 존왕양이 운동을 활발히 전개하였다.
이러한 상황을 우려한 막부의 대로 이이 나오스케는 9월에 존왕양이파를 대대적으로 탄압하였는데, 이를 안세이의 대옥이라 한다. 이 탄압에 분노한 전 미토 번사와 전 사쓰마 번사들은 만엔 원년(1860년) 3월 3일 사쿠라다문 밖에서 이이를 암살하였다. 이 사건 이후로 막부의 위신은 급격히 약화되었다.
막부는 권위를 회복하기 위해 공무합체(公武合体)의 일환으로, 고메이 천황의 이복 여동생인 가즈노미야 지카코 내친왕(和宮親子内親王)을 14대 쇼군 도쿠가와 이에모치와 결혼시키려는 정략을 추진하였다. 천황은 이 결혼이 막부의 노골적인 정략임과 더불어, 가즈노미야가 아리스가와노미야 다루히토 친왕과 이미 약혼한 상태라는 점에서 난색을 표하였다. 그러나 시종 이와쿠라 도모미의 건의를 받아들여, 가즈노미야의 신적강하를 조건으로 막부에게 10년 이내에 조약을 철폐하고 양이를 실행할 것을 약속하게 하였고, 만엔 원년(1860년) 8월 화미야는 결혼을 위해 에도로 강하하였다.
분큐 2년(1862년) 12월 25일, 무쓰히토 친왕은 준황후와 함께 고메이 천황을 따라 삼종신기 중 하나인 야타의 거울을 봉안하는 내시소(内侍所)**를 참배하였다. 내시소는 시신덴 동쪽에 위치한 춘흥전(春興殿)에 마련되어 있었는데, 이는 궁중 신사에 대한 공식적인 첫 참배이자 무쓰히토 친왕이 공식적으로 궁중 신사 의식에 참여한 순간이었다.
분큐 연간 이후, 서구 열강과의 무역이 시작되면서 경제적 부작용이 나타나자, 각 번과 지역에서 존왕양이론이 격화되기 시작하였다. 막부는 천황의 뜻을 받들어 양이를 실행하겠다고 약속하고도 이를 계속 미루면서, 조정, 여러 번, 그리고 지사들로부터 다양한 방법으로 공격을 받게 되었다. 동시에, 미토, 사쓰마, 조슈의 삼번 간에도 존왕양이를 둘러싼 격렬한 주도권 다툼이 일어났고, 유력 번들이 조정 정치에 본격적으로 개입하기 시작하였다.
조정 내부에서도 존왕양이파가 세력을 확대하여 조정을 움직일 정도로 강력한 세력을 이루게 되었고, 이러한 정치적 갈등 속에서 천황은 공무합체파와 존왕양이파 양측 모두에게 중요한 존재로 부각되었다. 이로 인해 천황의 정치적 지위와 권위는 더욱 높아져 갔다.
외조부인 나카야마 다다야스도 당시 공무합체 정책을 추진하던 인물이었기 때문에 비판의 대상이 되었다. 분큐 3년(1863년) 2월 1일, 친왕의 오키모이리(御肝煎) 지위가 존왕양이 강경파였던 산조 사네토미(三条実美)로 교체되었으며 다다야스는 사히카에(差控, 근신) 명령을 받는 등, 당시의 정치 변동이 무쓰히토 친왕에게도 직접적인 영향을 미쳤다.
그 후, 조정은 존왕양이파의 주도로 막부에게 양이 정책과 실행 기한을 보고하도록 압박했다. 이에 막부는 이듬해 교토로 상경해 양이 정책을 보고하겠다고 약속하며, 도쿠가와 이에미쓰 이래 230년 만에 쇼군의 상경이 결정되었다. 분큐 3년(1863년) 3월 7일, 상경한 쇼군 도쿠가와 이에모치는 조정으로부터 양이 실행 날짜를 재촉받았고, 실현할 의사도 없이 5월 10일로 답변했다. 같은 해 3월 19일, 천황이 쇼군 이에모치를 만났을 때, 무쓰히토 친왕도 동석하여 처음으로 이에모치를 만났다.
같은 해 6월 19일, 노중 오가사와라 나가유키가 나마무기 사건과 관련해 영국과의 협상 보고를 명목으로 막부 병력 1,000여 명을 이끌고 교토에 입성하려 하자, 쇼군 이에모치가 그를 요도(淀)에서 저지했다. 교토에서는 오가사와라가 무력을 동원해 조정에 개국을 강요하거나, 이를 거부하면 도성에 불을 지르고 공경을 구속하여 교토를 멸망시키려 한다는 등의 소문이 퍼졌다. 이에 교토는 큰 소란에 휩싸였고, 조정은 만약의 사태를 대비하여 무쓰히토 친왕의 측근 인원을 늘리고, 궁내 관리 3명을 교대로 밤새 근무하게 했다. 이러한 긴장감은 당시 11살에 가까워진 무쓰히토 친왕도 직접 느낄 정도였다.
같은 해 7월 19일, 관백 다카쓰카사 스케히로(鷹司輔煕)는 천황이 직접 군대를 이끌고 친정을 행하는 것에 대해 교토에 있는 각 번주들에게 자문을 구했다. 이에 돗토리번 번주 이케다 요시노리(池田慶徳)는 천황과 공경들이 군사에 대해 먼저 익숙해질 필요가 있으니, 교토에 머무는 번주들에게 병력을 훈련하게 하고 이를 천황과 공경들이 참관한 후 군사에 대한 이해를 높인 뒤 친정을 논의해야 한다고 답변했다. 이에 천황은 교토수호직 아이즈번주 마쓰다이라 가타모리에게 병사 훈련을 금위 궁궐 건춘문 밖에서 시행할 것을 명했다.
훈련일인 7월 30일은 비가 내렸으나, 건춘문 북측의 구멍문에 마련된 참관소에서 천황은 무쓰히토 친왕, 준황후, 여관, 공경, 여러 번주들과 함께 훈련을 참관했다. 천황이 군사 행사를 직접 참관한 것은 에도 막부 설립 이후 처음이었다. 이어 천황과 무쓰히토 친왕은 8월 5일에도 같은 장소에서 아이즈, 도토리, 도쿠시마, 요네자와, 오카야마 다섯 번의 병력 훈련을 참관했다. 특히 요네자와번 병력은 서양식 군대 장비를 갖추고 있어 대포와 총소리, 연기에 아이들과 여성들이 놀라 얼굴이 창백해졌으나, 무쓰히토 친왕은 태연히 이를 지켜보았다고 전해진다.
고메이 천황은 막부와의 협력을 통해 현실적인 방식으로 막부가 양이를 실행하도록 하는 노선을 계속 유지했다. 그러나 일부 공가들 사이에서는 천황의 뜻을 넘어 강경한 방식으로 양이를 추진하려는 이들도 나타났다. 이러한 압박 속에서, 분큐 3년(1863년) 4월 11일부터 12일에 걸쳐, 고메이 천황은 이와 같은 강경파의 요구에 의해 이와시미즈 하치만구로 양이 기원을 위한 행차를 단행했다. 존황양이 강경파는 이 행차에서 천황이 쇼군에게 양이 실행을 상징하는 절도(節刀)를 수여하고 막부에 양이 실행을 강요하려는 계획을 세웠지만, 병을 이유로 쇼군이 참석하지 않아 실패로 끝났다. 이때 무쓰히토 친왕은 준후와 함께 아버지인 천황의 행차를 궁성 도키몬(道喜門)에서 배웅하고, 12일 귀환 시에도 같은 자리에서 맞이하며 천황에게 축하주와 음식을 헌상했다.
존황양이 운동은 조정의 권한 확대와 막부의 권위 쇠퇴를 배경으로 같은 해 절정을 맞이했다. 조슈번은 5월 10일, 즉 양이 실행일로 정해진 날, 시모노세키 해협을 통과하던 외국 선박에 포격을 가하며 양이를 실행했다(시모노세키 전쟁). 이로 인해 존황양이파가 주도하던 조정 내에서 조슈번의 평가는 더욱 높아졌고, 조슈번주 모리 가문이 정이대장군으로 임명될 것이라는 소문까지 돌았다.
8월 13일, 조정은 존황양이파의 주도로 고메이 천황이 진무 천황릉과 봄의 신사(가스가 신사)에 양이 기원을 위해 야마토로 행차하고, 이어 양이 친정을 위한 군의를 열 것이라고 공표했다. 이는 천황이 군사 지휘권을 쥐고 양이 전쟁을 수행할 가능성을 시사했다. 이 야마토 행차 공표가 있은 다음 날, 무쓰히토 친왕의 삼촌이자 그의 학문과 놀이 상대였던 나카야마 다다미쓰는 천주조를 조직해 8월 17일 야마토에서 천황 행차의 선봉군으로 막부를 상대로 거병했다(천주조의 변).
그러나 같은 해 8월 18일, 고메이 천황과 구니노미야 아사히코 친왕은 아이즈번과 사쓰마번과 협력하여 쿠데타를 일으켜, 산조 사네토미 등 존황양이파 공경들을 조정에서 축출하고, 이들과 연계된 조슈번 역시 교토에서 추방했다(8월 18일 정변).
정변 후 고메이 천황은 8월 20일과 26일 소고쇼(小御所)에서 마쓰다이라 가타모리를 비롯한 제후들을 초청해 노고를 치하했으며, 무쓰히토 친왕도 정치 행사에 중단의 자리에서 참석했다. 이는 무쓰히토 친왕이 정치 무대에 등장한 첫 사례로, 천황이 강경한 양이론을 배격하는 결정을 친왕에게 의식적으로 보여주려 한 것으로 해석된다.

정변의 결과 나카야마 다다야스가 조정의 의결 직위에 복귀했으며, 무쓰히토 친왕은 도미를 보내어 기쁨을 나타냈다. 같은 해 9월 27일에는 다다야스와 그의 아내 아이코가 궁궐을 방문하였으며 친왕과 다시 만난 아이코는 감격하여 눈물을 흘렸다. 그러나 공무합체파의 복권으로 인해 다다야스가 다시 실각했으며, 같은 해 12월 다다야스가 친왕을 만나고자 했을 때, "천황의 명에 의해 출입이 금지되었다"는 이유로 만남이 불허되었다.

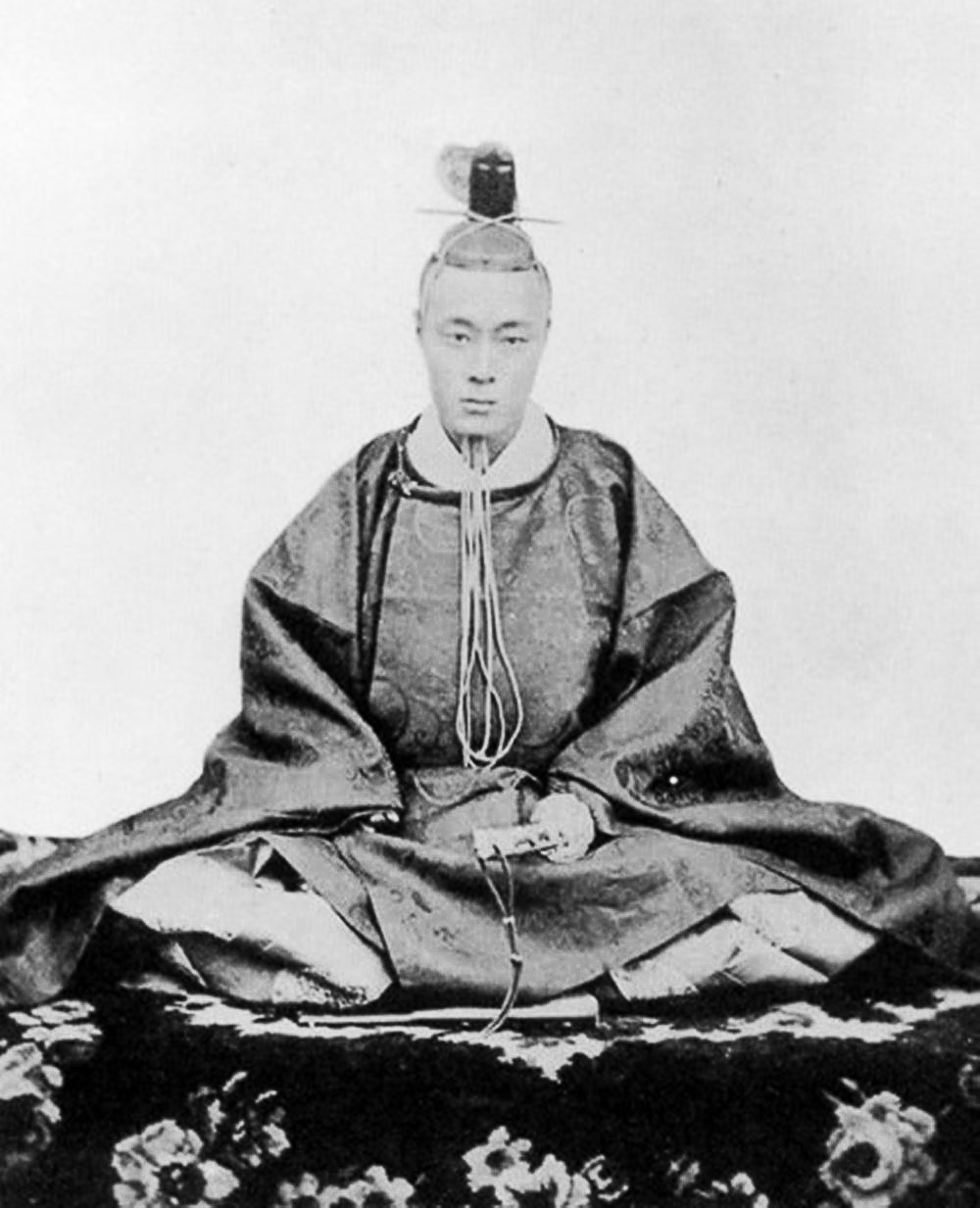
도쿠가와 요시노부 (1837년 ~ 1913년)

이듬해 6월, 8월 18일 정변으로 실각한 산조 사네토미 등의 존황양이파 공가들과, 그들과 연계되어 있다고 여겨져 교토의 아홉 문 중 하나인 사카이마치문 경비에서 해임된 조슈번이 권력을 되찾기 위해 움직였다. 6월 말까지 조슈번은 2천 명 이상의 병력을 교토 근교에 집결시켰다. 그들의 요구는 산조 등 존황양이파 공가들과 조슈번에 대한 처분을 철회하라는 것이었다. 그러나 근위총독 도쿠가와 요시노부가 조슈번 군 추토령을 받은 후, 7월 18일 금문의 변이 발발했다. 초기에는 조슈번 군이 우세했으나, 사쓰마번 군이 합류하면서 패배하여 같은 날 교토에서 퇴각할 수밖에 없었다. 이 전투 도중, 천황 일행이 다른 곳으로 피난해야 한다는 의견도 있었으나, 도쿠가와 요시노부의 반대에 따라 조정을 떠나지 않기로 결정되었다. 무쓰히토 친왕은 밤에 고쇼 내 상용거처인 오츠네고텐(御常御殿)과 연결된 오미마(御三間에서 잠들었다.
7월 20일 밤, 요시노부가 궁에 들러, 금중부(禁中付) 가스야 요시아키(糟屋義明)와 도쓰카와고시(十津川郷士)들이 궁에 침입해 천황을 납치하려 한다는 정보를 보고했다. 이에 천황과 무쓰히토 친왕을 깨워, 더 안전한 시신덴으로 이동하도록 요청했다. 이 과정에서 일부 여관(女官)들이 큰 소리로 울기 시작했고, 무쓰히토 친왕도 놀라 시신덴에서 정신을 잃었다. 수행하던 이들이 물을 마시게 한 후에야 친왕은 겨우 진정할 수 있었다는 이야기가 전해진다.
이 일화는 니나가와 신과 오오야 소이치가 처음 제기한 설로, 그들은 메이지 천황이 "대포 소리에 놀라 기절하는 겁 많고 소심한 성격이었다"고 평가했다. 하지만 아스카이 마사미치는 이들이 《나카야마 다다야스 일기》를 잘못 해석한 데서 기인했다고 지적하며, 어린 무쓰히토 친왕이 기절한 원인은 금문의 변 당시 대포 소리가 아니라(금문의 변은 전날이었다), 한밤중에 급히 깨워져 여관들의 울음소리가 가득한 가운데 시신덴으로 옮겨졌기 때문이라고 주장했다. 특히 여관들이 울었던 이유는, 하녀가 주인을 수행하던 중 실수로 오하구로 약병을 떨어뜨렸는데 그 소리가 총성으로 오인되었기 때문이다. 또한 염색액의 강한 냄새가 난 것으로 인해 더욱 큰 소동이 벌어졌다는 설명을 아스카이는 덧붙였다. 아스카이의 《나카야마 다다야스 일기》에서 발췌한 내용은 《메이지 천황기》의 기록과 일치한다.
게이오 2년(1866년) 7월 27일, 금문의 변 당시 조슈번을 지지했던 나카야마 다다야스가 전 관백 다카츠카사 스케히로, 아리스가와노미야 다루히토 친왕, 아리스가와노미야 다케히토 친왕 등 조슈번 지지 공가와 황족들과 함께 조정 출석이 금지되고, 외부인과의 면회도 금지되었다. 이에 따라 무쓰히토 친왕은 다시 외조부와 만날 수 없게 되었다. 같은 해 9월 22일, 무쓰히토 친왕이 12세 생일을 맞았을 때도 다다야스는 출석 금지 조치로 인해 매년 헌상하던 신선한 생선을 바칠 수 없었다. 대신 다다야스의 부인 아이코가 세 종류의 "기념 음식"을 헌상했다.
겐지 원년(1864년), 막부는 여러 번에 걸쳐 제1차 조슈 정벌을 지시했고, 조슈번의 가로들이 할복하며 항복했다. 그러나 정벌 이후 조슈번 내부에서는 다카스기 신사쿠를 중심으로 한 정의파(도막파)가 반격에 성공해, 막부에 순응하던 속론파를 몰아내고 다시 도막 노선을 강화했다. 이로 인해 게이오 원년(1865년), 쇼군 도쿠가와 이에모치가 조슈 재정벌을 상주하였고, 천황은 이를 재가하였다. 그러나 이미 사쓰마번과 조슈번 사이에 사쓰조 동맹이 맺어진 상황에서, 사쓰마번과 여러 번은 출병을 거부했다. 이에 막부군은 사기가 저하된 채 조슈번 군대에 패배했다. 이러한 일련의 사건으로 막부 권위는 크게 약화되었다.
같은 해 12월 5일, 도쿠가와 요시노부가 제15대 정이대장군으로 임명되었다. 14세가 된 무쓰히토 친왕도 이를 계기로 쇼군에게 칼을 하사하며 관련을 맺었다. 또한 황태자 책봉 이후, 무쓰히토 친왕은 황위 계승자로서의 입지를 확고히 했다. 이처럼 긴박한 정치 상황 속에서도 고메이 천황은 친왕 교육을 소홀히 하지 않았다. 그러나 무쓰히토 친왕이 황자 교육을 담당하던 여관들에게 영향을 받아 양이 사상을 강하게 가지게 되자, 천황은 이를 우려해 중천궁 아사히코 친왕(메이지 이후 구니노미야)에게 편지를 보내 대책을 논의했다.
게이오 2년(1867년) 12월 11일, 천황이 병에 걸렸고, 15일 천연두로 진단받았다. 무쓰히토 친왕은 천연두로부터 보호받기 위해 빨간 비단옷을 입고 매일 병상을 지켰다. 외조부 다다야스는 이전에 친왕에게 천연두 백신을 접종받게 했다는 사실을 알려 천황을 안심시켰다. 그러나 천황은 12월 25일(1868년 1월 30일) 병세가 악화되었고, 그날 밤 11시 15분, 무쓰히토 친왕이 지켜보는 가운데 붕어하였다.
아버지를 잃은 무쓰히토 친왕은 깊은 슬픔에 잠겨 밤잠을 이루지 못했고, 식사도 거의 하지 않았다. 12월 29일 천황의 붕어가 공식 발표되었고, 대상이 선포되었다. 30일, 천황의 유해가 내장(內槨)으로 옮겨질 때, 무쓰히토 친왕은 마지막 작별 인사를 올렸다.

### 황위 계승과 새 정부의 수립

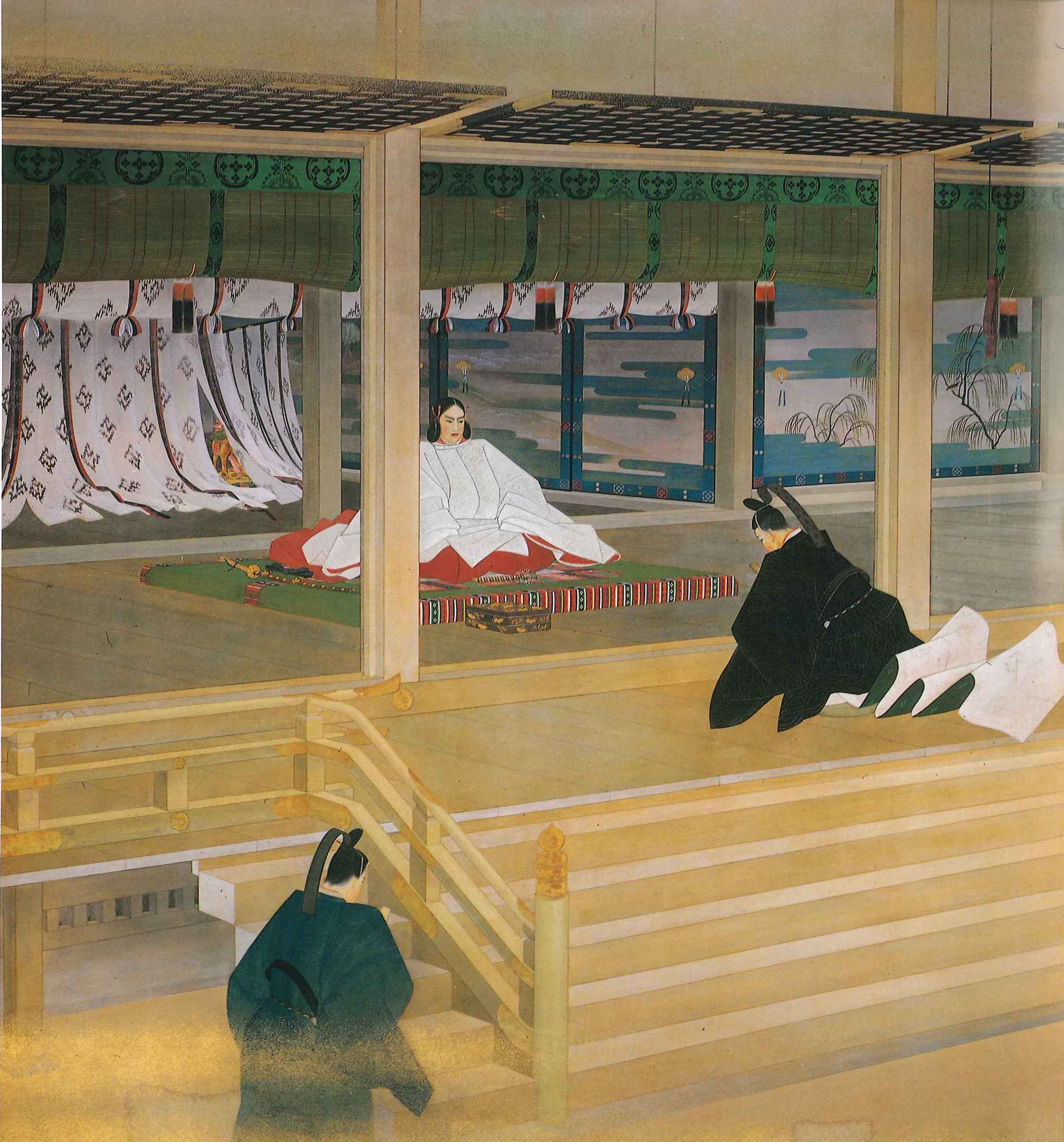
세이토쿠 기념 회화관의 벽화 『즉위』(가와사키 고토라 작, 이케다 노부마사 후작 봉납)는 무쓰히토 친왕이 즉위하여 새로운 천황으로서 니조 나리유키(오른쪽 전경)를 섭정으로 임명하는 장면을 묘사한 작품이다. 이때 고메이 천황의 유해가 세이료덴에 안치되어 있었기 때문에, 임시 세이료덴으로 지정된 고고쇼(小御所)에서 황위 계승 의식이 거행되었다.

게이오 3년 1월 9일(1867년 2월 13일), 무쓰히토 친왕은 14세의 나이로 즉위하여 제122대 천황이 되었다. 원복 전에 즉위한 관계로 태자 책봉 의식을 거치지 않고 바로 황위를 계승했으며, 고카쿠 천황의 동형(童形) 즉위 사례를 따라 머리 모양은 미즈라(総角)로, 의상은 히키노우시(御引直衣), 아타치(衵), 히토에(単), 하리하카마(張袴), 요코메센(横目扇)으로 장식한 동형 즉위식을 거행했다. 아버지인 고메이 천황과 마찬가지로 나카누마 료조를 초대 시강(侍講)으로 임명했다.
즉위 후, 어린 나이에 즉위한 천황은 오랜만에 외조부 나카야마 다다야스와의 재회를 희망하며, 1월 15일 즉시 대사를 선포하여 금문의 변 당시 조슈번을 지지하다가 폐문 칩거 명령을 받았던 다다야스와 아리스가와노미야 다케히토 친왕 등의 참조를 허용했다. 또한 1월 19일에는 제2차 조슈 정벌 해산을 명하는 칙령을 막부에 내렸다. 막부 역시 더 이상의 정벌이 승산이 없음을 인정하고, 1월 24일 정벌에 동원된 각 번의 병력을 철수시키고 본국으로 복귀하라는 명령을 내렸다. 이러한 막부 연합군의 참패와 조슈번의 승리는 막부의 권위를 실추시키는 동시에 천황의 권위를 크게 높이는 계기가 되었다.
2월 13일, 다다야스가 궁중에 다시 나와 역대 천황의 중요한 책무인 유직고실에 대한 학습을 천황에게 건의했다. 이후 다다야스는 천황의 요청에 따라 궁중 예법 강의를 위해 자주 궁중을 방문했으며, 6월 1일에는 국서(國書) 강의를 맡기도 했다. 국모 나카야마 요시코는 삭발을 계획하고 있었으나, 3월 13일 나이시노스케(典侍)로 임명되어 내전(內殿) 업무를 맡아 천황을 계속 보필했다.
또한 2월 16일, 사망한 아버지에게 고메이(孝明)라는 시호를 추증하였다.
고메이 천황의 붕어로 인해 정이대장군 도쿠가와 요시노부와 교토수호직 마쓰다이라 가타모리(아이즈번주), 교토소사대 마쓰다이라 사다아키(구와나번주)를 중심으로 한 "이치카이소 정권(一会桑政権)"은 큰 타격을 입었다. 이들은 겐지 원년(1864년) 무렵부터 고메이 천황의 보호 아래 공무합체파로서 교토를 중심으로 막부 및 조정 정치를 주도해 왔으나, 천황 붕어로 인해 가장 강력한 후원자를 잃게 되었기 때문이다. 새로운 천황은 선황만큼 친막부적이지 않았으며, 가장 큰 영향력을 가진 외조부 나카야마 다다야스는 반막부 성향이 뚜렷했다. 그러나 요시노부와 이치카이소 정권측은 섭정 니조 나리유키, 구니노미야 아사히코 친왕 등 친막부파 황족들과 의논하며, 의주(議奏), 무가전주(武家伝奏) 등을 압박함으로써 계속해서 조정 정치를 주도하려 했다.
1867년 5월 23일, 조의가 열려 요시노부와 사다아키 등이 참여했다. 이 자리에서 요시노부는 제2차 조슈 정벌 패배의 영향을 최대한 은폐하고자, 조슈 번에 대한 관대한 처분과 외세와의 조약에 따라 효고 항구를 개항한다는 조서를 동시에 승인해 줄 것을 천황에게 요구했다. 이에 대해 전 후쿠이번주 마츠다이라 요시나가는 전 우와지마번주 다테 무네나리, 시마즈 히사미츠, 전 도사번주 야마우치 도요시게 등과의 협의를 토대로, 먼저 조슈번에 대한 처분을 결정한 뒤, 논란이 많은 효고 개항 문제는 후일 논의해야 한다는 의견을 제출했다. 요시나가의 의견은 다수의 조신에게 지지를 받았으나, 실권을 장악한 요시노부가 끝내 의견을 관철시켜, 조슈 번의 관대한 처분과 효고 개항은 동시에 결정되었다.
이에 위기감을 느낀 도사번의 사카모토 료마와 고토 쇼지로, 사쓰마번의 사이고 다카모리와 오쿠보 도시미치 등은 6월 22일 회담을 열고, 두 번이 왕정복고를 위해 협력할 것을 맹약했다. 이미 1년 반 전 고마쓰 다테와 사이고 다카모리, 기도 다카요시 등이 참여한 회담에서 사쓰마-조슈 동맹이 체결된 바 있었고, 기존 체제에서 도쿠가와 막부가 정치를 계속 주도하는 것에 대한 의문이 서남의 강호 번들 사이에서 점차 커지고 있었다.
9월에 들어서면서 시마즈 히사미츠 또한 막부를 전복할 결심을 굳히고, 오쿠보 도시미치 등에게 조슈 번과의 협의를 통해 도막(倒幕)을 준비하도록 지시했다. 같은 달, 외조부 나카야마 다다요시와 산조 사네토미, 이와쿠라 도모미, 오기마치산조 사네나루, 나카노미카도 쓰네유키(中御門経之) 등 반막부파 공경들의 연계도 강화되었고, 이들은 사이고 다카모리와 오쿠보 도시미치 등과의 접촉도 심화되었다. 한편, 정치적 리스크가 큰 도막 없이 체제 변화를 실현하려 했던 전 도사번주 야마우치 요도와 같은 번의 고토 쇼지로는 10월 3일 도쿠가와 요시노부에게 장군직을 천황에게 반납하는 대정봉환(大政奉還)을 건의했다. 요시노부에게 대정봉환은 구 막부의 군사력과 경제력을 배경으로 향후에도 자신이 주도권을 유지할 수 있는 가능성을 남길 수 있는 방안이었다. 따라서 요시노부는 10월 14일 대정봉환을 천황에게 공식적으로 제안했다. 다음 날인 15일, 고쇼 내의 소고쇼(小御所)에서 섭정 니조 나리유키와 구니노미야 아사히코 친왕 등 세 명의 친왕, 내대신, 의주(議奏), 무가전주(武家伝奏) 등이 모여 요시노부를 소환하고, 대정봉환을 승인한다는 천황의 사태서(沙汰書)를 전달하며 앞으로도 천황과 같은 뜻으로 국가에 헌신할 것을 요구했다. 그러나 이 과정에서 천황은 전혀 자신의 의사를 밝히지 않았으며, 단지 섭정 니조 등의 제안을 받아들인 것으로 보인다.
이 시기, 천황은 외조부 다다야스와의 교류를 통해 독립해야 한다는 불안감을 위로받았다. 게이오 3년(1867년) 4월 23일, 천황은 다다야스를 소환해 함께 바둑을 두고 금붕어를 감상하며 금붕어 몇 마리를 다다야스에게 하사했다. 5월 3일, 천황이 병환으로 자리에 누워 있었으나 다다야스를 불러 술과 안주를 대접하고, 여관(女官)에게 술을 따르도록 명령했다. 다음 날에는 병 후 몸을 움직이기 위해 작은 활로 과녁을 쏘며 놀았는데, 이 자리에도 다다야스가 동석했고, 놀이가 끝난 뒤 술과 과자를 다다야스에게 하사했다. 이후에도 다다야스와 함께한 이러한 일화가 종종 있었다.
천황으로부터 깊은 신임을 받았던 나카야마 다다야스는, 게이오 3년(1867년) 10월 14일 사쓰마 번과 조슈 번에 대해 "토막의 밀칙(討幕の密勅)"을 내리는 데 중대한 역할을 했다. 이 밀칙에 관해서는 진위 논란이 있으며, 이노우에 이사오는 천황의 재가를 얻지 못한 "위칙(偽勅)"이라는 설을 주장하는 반면, 하라구치 키요시는 "진칙(真勅)일 가능성이 상당히 높다"고 주장한다. 어느 쪽이든, 이 밀칙은 공식적으로 공표되지 않았다. 공표될 경우, 니조 나리유키 등 조정의 친막부파 중추 인사들이 반대할 가능성이 있었으며, 이미 도막 의지를 굳힌 사쓰마와 조슈 두 번을 움직이기에는 밀칙으로 충분했기 때문이다.
그러나 10월 13일, 이에 앞서 도쿠가와 요시노부가 니조성에서 대정봉환을 선언했고, 10월 14일 요시노부가 이에 대한 천황의 재가를 요청함으로써 "도막의 밀칙"에 근거한 대의명분은 사라진 듯했다. 이에 천황은 밀칙을 철회할 수밖에 없었으며, 이와쿠라 도모미에 따르면 천황은 밀칙에 서명한 세 명의 공경에게 요시노부가 정권을 반환한다고 명확히 한 이상, 추이를 지켜보라고 지시했다고 한다. 이어 10월 21일, 천황은 다시 이 세 명의 공경에게 사쓰마와 조슈 두 번에 "잠시 도막 실행을 유보하라"는 뜻을 담은 어사태서(御沙汰書)를 전달하도록 명령했다.
급변하는 정세 속에서 사쓰마 번은 오쿠보 도시미치의 건의를 수용해, 밀칙에 의거한 무력 봉기 방침을 조정하고, 조정 내에서 왕정복고를 목표로 하는 쿠데타 계획으로 전환했다. 쿠데타 당일의 병력 배치는 궁문 경비로 한정되었으며, 전면적인 군사 행동은 의도하지 않았다. 단, 요시노부가 사직 및 영지 반납 명령에 따르지 않거나, 아이즈 번과 쿠와나 번 번주들이 면직 및 귀국 명령을 이행하지 않을 경우에만 추토령(追討令)을 내려 군사 행동에 나설 계획이었다.
이 방안은 도막파 공경과 도사의 고토 쇼지로 등에 의해 수정되며 도사, 에치젠, 오와리, 아키 등 각 번의 지지를 얻었고, 12월 5일 최종적으로 확정되었다. 8일, 오쿠보와 사이고 다카모리로부터 계획 설명을 들은 이와쿠라 도모미는 자신의 저택에 사쓰마, 도사, 에치젠, 오와리의 대표자들을 초청해 12월 9일부로 번주들의 참내(参内)를 요청하는 어서(御書付)를 배포했다. 이에 따라, 12월 9일 오전 10시, 사쓰마, 오와리, 아키, 에치젠, 도사 다섯 번의 병력이 출동하여 궁궐을 제압했다. 궁문 중 구게문(公家門)은 구와나 번이, 하마구리문(蛤門)은 아이즈번이 경비를 맡고 있었으나, 양측 모두 전투를 회피하며 철수하여 무혈로 제압이 이루어졌다. 이후 정권을 넘겨받은 조정에 저항하던 세력들은 1868년(게이오 4년)부터 1869년(메이지 2년)에 걸쳐 대규모 내란을 일으켰지만 사쓰마번과 조슈번, 도사번을 주축으로 한 조정군에 의해 토벌됐고, 새 시대가 개막했다.

### 메이지 시대의 개막과 일본의 근대화

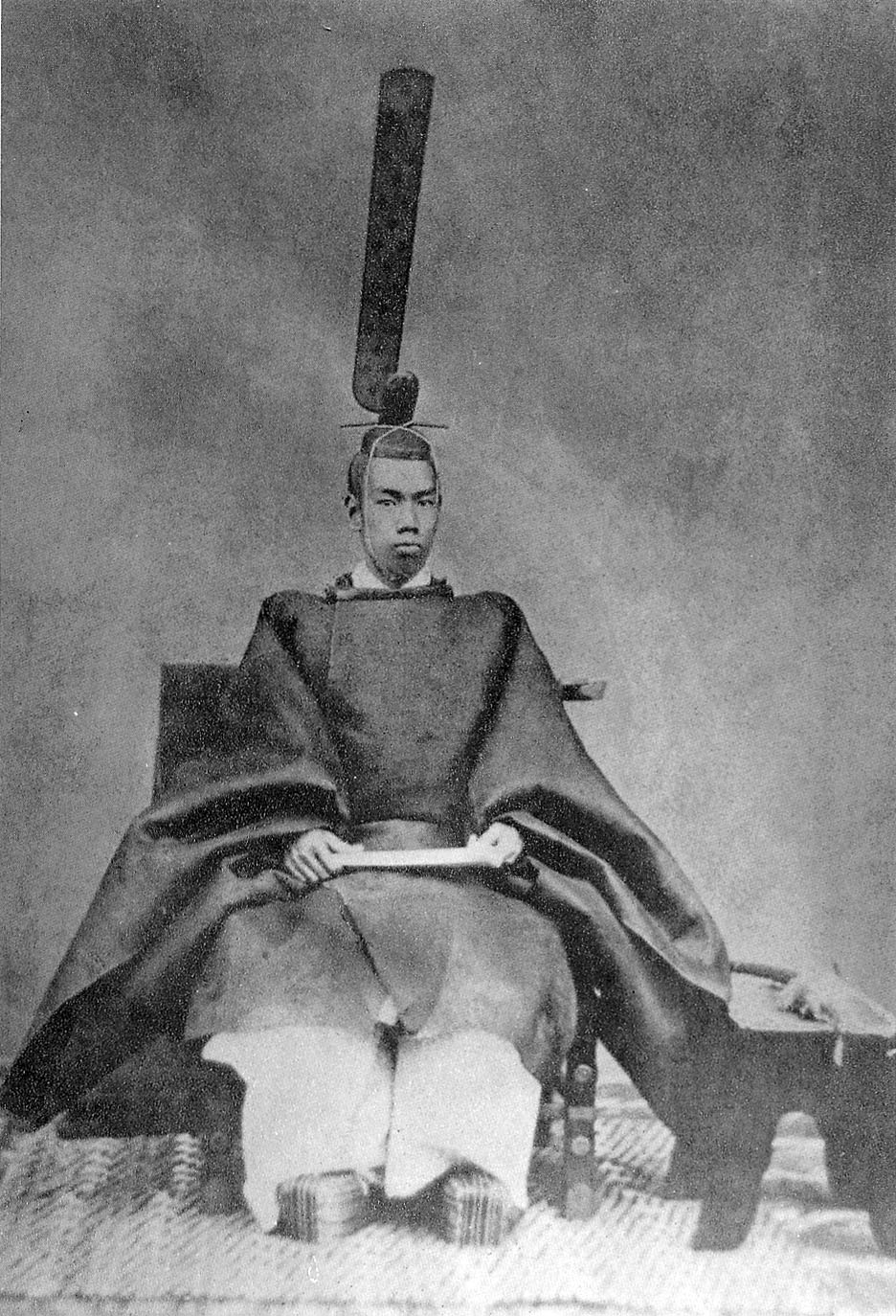
대례복 소쿠타이를 입은 메이지(1872년).

메이지 천황은 1868년 9월부터 일세일원(一世一元)을 결정하고, 연호를 메이지(明治)로 정했다. 이어 1869년(메이지 2년)에는 에도(江戶)를 도쿄(東京)로 고치고 도쿄로 옮겨(이어) 도쿠가와 막부(德川幕府)의 소유였던 도쿄 성(구 에도 성(江戶城))을 궁성으로 정하고, 판적봉환을 허락했다. 1871년(메이지 4년)에는 폐번치현을 단행해 중앙집권체제를 확립해 나갔다. 다른 한편 1870년(메이지 3년)에는 신도를 국교로 정하고, 제정일치를 선포하는 조서를 발표하고 신도의 국교화와 천황의 '신격화'를 추진해 나갔다.
영국과 미국 등의 서구 사절단의 화려한 외모에 매료된 그는 신문물 개방의 뜻을 펼친다. 이때 막부(幕府) 세력이 독단적으로 개항을 추진하여 반막부세력(反幕府勢力)의 반발을 샀으나, 그는 부국강병의 기치하에 구미(歐美) 근대국가를 모델로 하는 관주도(官主導)의 개발, 자본력 육성과 정치력, 군사력 강화에 치중하였다.
1871년 폐번치현(廢藩置縣)을 실시하여 각 번주가 다스리던 지역을 천황이 직할하도록 바꾸었고, 1872년 서구식으로 학제를 공포하였다. 1873년(메이지 6년)쯤 사이고 다카모리를 중심으로 신 정부에 널리 퍼진 정한론을 둘러싸고, 사이고 다카모리 일파와 귀국한 이와쿠라 사절단 사이에 대립이 벌어지자 메이지 천황은 칙서를 내려 사이고의 조선 파견을 중지해 대립이 퍼지는 걸 막았다. 이에 정한론을 주장하던 사이고를 포함한 일부 인사가 사직하면서 유력 인사를 잃긴 했지만, 신 정부는 이후 국내 개혁에 힘을 기울여 근대화의 길로 나아갔다. 또한 1874년(메이지 7년)부터 이어진 자유민권운동에 맞닥뜨리자 1881년(메이지 14년)에 국회 개설의 칙유를 내려 의회 창설 시기를 명시하는 등 노력으로 운동이 격화하는 걸 막았다.

#### 체제 정비
1882년(메이지 15년)에는 군대를 천황의 군대로 규정한 군인칙유(軍人勅諭)를 내리고, 발표하였으며 군비의 증강에 노력했다. 1884년(메이지 17년) 이후에는 머지않은 의회 창설에 대비해 입헌군주국가로 나아가는 발판을 마련했다. 내각제도, 시정촌(市町村)제, 부현제, 군제 등의 제정과 함께 전국에 걸친 관료지배체제를 정비하고 막대한 황실 재산도 마련했다. 1885년에는 내각제를 채택하였다.
1889년(메이지 22년)에는 이토 히로부미 등에게 명하여 흠정헌법의 성격을 가진 대일본제국 헌법을 마련해 입헌군주국으로 한걸음을 더 내디뎠다. 황족의 예를 서술한 《황실전범》(皇室典範)을 서술, 편찬하였으며 1890년(메이지 23년) 교육칙어를 내려 천황제 국가를 지탱하는 신민의 배양을 도모했다. '제국헌법'에서 그는 왕의 국가통치의 정치적 대권과 일본 제국의 육군·해군 군 통수권을 명기하였고, 교육칙어에서는 천황이 국민도덕의 중심임을 밝힘으로써 천황제국가를 유지하는 2대 이념으로 확립시켰다.
그해 일본 제국 귀족원 의원을 개설하고, 귀족원 의원의 대표를 선출하게 했다. 최초의 의회인 귀족원의 초대 의장은 이토 히로부미였다. 그는 귀족원 의회에 참석하여 수시로 의회 내용을 참관하였다.

#### 전쟁 승리와 황권 확립
메이지 천황은 대본영에서 일본이 처음으로 맞닥뜨린 근대 전쟁인 청일 전쟁과 러일 전쟁을 친정으로 살폈다. 또한 외교적으로는 영일 동맹을 체결하고, 군사적·경제적인 성장을 도모하였다. 러일 전쟁 승전 이후 일본은 1905년 대한제국과 을사조약을 체결하여 사실상의 속국으로 전락시켰고, 1910년(메이지 43년) 8월 대한제국을 병합하고 만주로 진출하는 등 일본의 제국주의적 역량을 팽창시키는 정책을 채용했다.
당시 조선에서는 급진개화파가 1884년 갑신정변을 일으켰다가 청나라 간섭에 의해 개화에 실패하였고, 주도자 김옥균은 청국 실권자 리훙장을 만나기 위해 청나라에 방문하던 중 민영소의 교사를 받은 수구당의 홍종우에 의해 총으로 암살당하였다. 이후 1894년 동학 농민 운동이 터지자 일본은 3국(일본, 조선, 청나라) 평화를 파괴함으로써 청-일간의 톈진 조약이 파기되었다는 빌미로 개입하여 동학농민군을 진압, 이어진 청일 전쟁에서도 승리하여 청나라 세력을 몰아냈고, 1904년에는 삼국 간섭을 구실로 한 러시아 제국과의 러일 전쟁에서까지 승리함으로써 조선에 대한 단독 영향권을 성립시켰다. 곧 1905년에는 의존하던 러시아 제국이 사라지자 궁지에 몰린 고종이 헤이그 특사 사건을 일으킴에 따라, 일본은 이토 히로부미가 주장하는 을사조약을 파기하였다 하여 1910년 한일 병합 조약에 따라 대한제국을 완전히 병합(秉合)하였다. 1911년(메이지 44년) 개항 이래의 목표였던 서구와의 불평등 조약 개정으로 일본은 명실공히 세계 열강의 하나로 성장해 나갔다. 동학농민운동 개입, 청일 전쟁과 러일 전쟁의 연이은 일본군의 승리는 천황에 대한 국민적 숭앙(崇仰)과 존경심을 더욱 절대적인 것으로 공고히 하였다.

### 사망

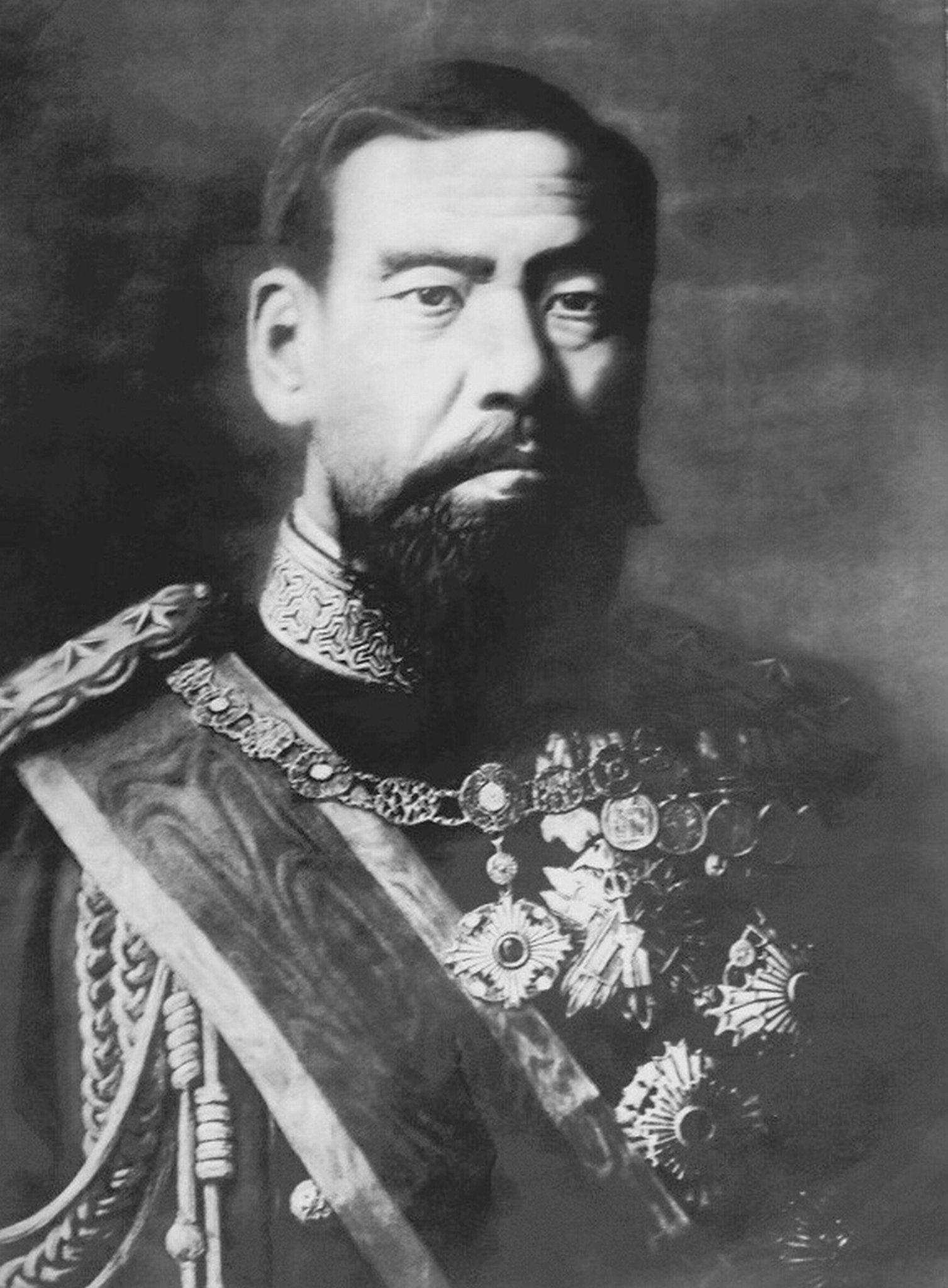
1915년경 그려진 노년기의 초상화

메이지 천황은 1912년(메이지 45년) 7월 30일에 지병이던 당뇨병의 악화로 향년 59세로 사망하였다. 공식적으로는 7월 30일 오전 0시 43분이지만, 실제로는 그보다 2시간 3분 전인 7월 29일 오후 10시 40분 경에 사망한 것으로 전해진다. 이는 후임 천황의 즉위식을 전임 천황이 세상을 떠난 날에 올리는 관습을 고려했기 때문인 것으로 추측된다.
같은 해(다이쇼 원년) 9월 13일, 도쿄 아오야마의 제국육군연병장(현재의 메이지 신궁 외원)에서 대상례를 올렸다. 대상 이후 메이지 천황의 관은 영구 열차로 옮겨져, 도카이도 본선을 경유하여 교토시 남쪽의 후시미모모야마 능으로 옮겨져 9월 14일에 묻혔다. 전통적인 일본 시가(詩歌) 양식으로 쓴 10만 여 수의 시조를 남겼다.

## 성격과 영향
- 메이지 천황은 근대 격변기의 천황으로, 에도 막부(도쿠가와 막부)의 조슈 정벌을 막아내기 위한 천황제의 확립과 일본의 근대화에 큰 영향을 줬다. 젊은 나이에 즉위한 뒤 대정봉환과 왕정복고, 보신 전쟁, 메이지 유신, 세이난 전쟁, 동학 농민 운동, 청일 전쟁, 러일 전쟁 등 격동의 에도 시대 말기부터 메이지 시대에 걸쳐 정부의 최고 권력자로 있으면서 국민의 외경을 받았다.
- 승마와 와카를 즐겼다.
- 청년 시절에는 한학자 모토다 나가자네나 사사키 다카유키의 영향을 크게 받았고, 서양 문물에 회의적인 뜻을 표했다. 특히 교육에서는 유학을 기본으로 해야 한다는 모토다의 가장 큰 지지자였으며, 교육 행정을 서양 교육론자가 지도하는 데 대해 불쾌감을 가지고 있었다. 특히 1884년(메이지 17년)에 모리 아리노리가 문부성의 고문에 임명되는 것을 알고는 병을 핑계로 정부 고관과 면회를 일체 거절하고, 2개월 가까이 공무를 방치하면서까지 승인을 미루기도 했다. 이러한 사태를 우려한 이토 히로부미 초대 내각총리대신은 궁내대신을 겸임하면서 천황의 의향을 내각에 전달하는 등 천황의 내각 불신을 해소하려고 했고, 이토가 목표로 한 입헌군주국 건설을 이해시키려고 노력했다. 그 결과 1886년 메이지 천황도 황후 이하의 부인이 궁중에서 양장 차림을 하는 것을 허가하는 등 서양 문물에 대한 반감이 약간이나마 감소하게 됐다.
- 메이지 천황은 메이지 시대의 일본 자체로 여겨졌고, 메이지 천황의 죽음은 메이지 일본의 종언으로 인식됐다. 이런 영향으로 대상례를 전후해 육군 대장 노기 마레스케 부처를 비롯한 많은 사람이 자결(천황의 명령이라 하면서 죽음을 맞이)하는 일도 많이 있었다.

## 평가
메이지 유신을 통해 부국강병을 달성한 메이지 천황은 일본 내에서 완벽하고 위대한 군주상으로 추대받고 있으며, 강력한 황권을 통해 일본 제국으로 성장시키고 강대국의 열강에 편입시켜 정치 책임이 없는 다른 나라를 견제하며 강제 영토 점령으로 점거하는 등 기초·기반을 다져 놓은 천황으로 평가된다.

## 가족 관계
메이지 천황의 아버지는 고메이 천황(孝明天皇)이며, 어머니는 후궁 나카야마 요시코(中山慶子)이다.
1867년 이치조 하루코(一条勝子)와 결혼했지만 아이를 갖지 못했다. 그러나 후궁 야나기와라 나루코(柳原愛子)가 요시히토(嘉仁, 다이쇼 천황) 황자를 낳았고, 후궁 소노 사치코가 마사코와 후사코, 노부코, 도시코 등 2남 6녀를 낳았으며, 그 밖에 요절한 황자녀를 포함하여 총 5남 10녀를 두었다.
그의 4명의 손자들은 모두 그의 서자이자 넷째아들인 다이쇼 천황(大正天皇)이 낳은 아들들이다. 장손은 미치노미야 히로히토 친왕(裕仁, 쇼와 천황), 작은 손자는 지치부노미야 야스히토 친왕(秩父宮雍仁), 셋째 손자는 다카마쓰노미야 노부히토 친왕(高松宮宣仁), 막내손자는 그가 사망한 후인 1915년에 출생한 미카사노미야 다카히토 친왕(三笠宮崇仁)이다.
- 아버지 : 고메이 천황(孝明天皇, 1831년 7월 22일 ~ 1867년 1월 30일) - 121대 일본 천황
- 적모 : 구조 아사코(에이쇼 황태후(英照皇太后), 1834년 ~ 1897년）
- 친모 : 나카야마 요시코(中山慶子, 산미노쓰보네(三位局), 1835년 ~ 1907년)
  - 황후 : 이치조 하루코(一条勝子)
  - 후궁 : 야나기와라 나루코(柳原愛子)
    - 황자 : 하루노미야 요시히토 친왕(嘉仁, 다이쇼 천황)

  - 후궁 : 소노 사치코
    - 황녀 : 쓰네노미야 마사코 내친왕 - 다케다노미야 쓰네히사 왕비
    - 황녀 : 가네노미야 후사코 내친왕 - 기타시라카와노미야 나루히사 왕비
    - 황녀 : 후미노미야 노부코 내친왕 - 아사카노미야 야스히코 왕비
    - 황녀 : 야스노미야 도시코 내친왕 - 히가시쿠니노미야 나루히코 왕비

## 참고 문헌
- 宮内省臨時帝室編修局 編修『明治天皇紀』（全13冊、吉川弘文館、1968年 - 1977年）- 明治天皇百年祭記念出版
  - 第1冊 嘉永5年から明治元年まで ISBN 4642035214
  - 第2冊 明治2年から明治5年まで ISBN 4642035222
  - 第3冊 明治6年から明治9年まで ISBN 4642035230
  - 第4冊 明治10年から明治12年まで ISBN 4642035249
  - 第5冊 明治13年から明治15年まで ISBN 4642035257
  - 第6冊 明治16年から明治20年まで ISBN 4642035265
  - 第7冊 明治21年から明治24年まで ISBN 4642035273
  - 第8冊 明治25年から明治28年まで ISBN 4642035281
  - 第9冊 明治29年から明治33年まで ISBN 464203529X
  - 第10冊 明治34年から明治37年まで ISBN 4642035303
  - 第11冊 明治38年から明治40年まで ISBN 4642035311
  - 第12冊 明治41年から明治45年まで ISBN 464203532X
  - 索引 ISBN 4642035338
- 《類纂新輯 明治天皇御集》. 明治神宮. 1990.
- 『明治天皇とその時代 『明治天皇紀附図』を読む』（吉川弘文館、2012年7月）
  - 明治神宮監修・米田雄介編、五姓田芳柳による関連絵画を収録。
- 『臨時帝室編修局史料 「明治天皇紀」談話記録集成』（全9冊組、ゆまに書房、2003年） ISBN 484330901X
- 愛知県(2) (1919). 《愛知県聖蹟誌 巻2》. 愛知県. NDLJP:1239811.
- 飛鳥井雅道 (1989). 《明治大帝》. ちくまライブラリー20 (일본어). 筑摩書房. ISBN 978-4480051202.
- 家近良樹 (2014). 《江戸幕府崩壊 : 孝明天皇と「一会桑」》. 講談社学術文庫 ; 2221. 講談社. ISBN 9784062922210. 틀:JP番号.
- 五百旗頭薫 (2010). 《条約改正史 - 法権回復への展望とナショナリズム》 (일본어). 有斐閣. ISBN 978-4641173705.
- 伊藤之雄 (2006). 《明治天皇 むら雲を吹く秋風にはれそめて》. 日本評伝選 (일본어). ミネルヴァ書房. ISBN 4623047199.
- 打越孝明 (2012).  明治神宮, 편집. 《明治天皇のご生涯》 (일본어). 新人物往来社. ISBN 978-4404042095.
- ポッツィ・カルロ・エドアルド (2016). “トンマーゾ・ディ・サヴォイア王子の来日と対日外交政策におけるイタリア王国外務省内での意見対立について : イタリア側公文書を中心に”. 《イタリア学会誌》 (イタリア学会) 66: 129–151. doi:10.20583/studiitalici.66.0_129. ISSN 0387-2947.
- ポッツィ・カルロ・エドアルド (2018). 《原資料から見る初期の日伊外交貿易関係 : ジェノヴァ公の来日を中心に》 (학위논문). 同志社大学 博士論文(甲)第896号. Pozzi Carlo Edoardo. doi:10.14988/di.2018.0000000288.
- 大谷正 (2014년 6월). 《日清戦争 近代日本初の対外戦争の実像》. 中公新書2270. 中央公論新社. ISBN 4-12-102270-X.
- 刑部芳則 (2011). “明治天皇の服制と天皇像 : 「見せる天皇」と「見せない天皇」」” (PDF). 《明治聖徳記念学会紀要》 (明治聖徳記念学会) 48.
- 刑部芳則 (2017년 11월). “明治時代の勲章外交儀礼” (PDF). 《明治聖徳記念学会紀要》 (明治聖徳記念学会) (54): 139–171. ISSN 0916-0655.
- 岡本隆司 (2017). 《叢書「東アジアの近現代史」 第1巻 清朝の興亡と中華のゆくえ 朝鮮出兵から日露戦争へ》 (일본어). 講談社. ISBN 978-4062204866.
- 小田部雄次 (2006). 《華族 近代日本貴族の虚像と実像》. 中公新書1836. 中央公論新社. ISBN 978-4121018366.
- 落合弘樹 (1999). 《秩禄処分 明治維新と武士のリストラ》. 中公新書1511. 中央公論新社. ISBN 978-4121015112.
- 小股憲明 (1994). “尾崎行雄文相の共和演説事件　―明治期不敬事件の一事例として―”. 《人文學報》 (京都大学人文科学研究所) 73. doi:10.14989/48405. ISSN 0449-0274. NAID 120000901694.
- 笠原英彦 (2006). 《明治天皇 苦悩する「理想的君主」》. 中公新書1849. 中央公論新社. ISBN 4121018494.
- 笠原英彦 (2020년 7월). “天皇制国家と六大巡幸の機能 : 明治初期の地方巡幸を中心に”. 《法學政治學論究》 (慶應義塾大学法学研究会) 93 (7): 1–55.
- 堅田剛 (1999). 《独逸学協会と明治法制》. 木鐸社. ISBN 4833222825. 일본 전국 서지 번호 : 20020303.
- 勝田政治 (2022년 3월). “明治維新と天皇親政 (2) : 討幕の密勅と王政復古”. 《国士舘史学》 (国士舘大学史学会) 26: 1–45.
- 加藤徹 (2005). 《西太后 大清帝国最後の光芒》. 中公新書1812. 中央公論新社. ISBN 978-4121018120.
- 神奈川県県民部県史編集室 (1980). “デジタル神奈川県史　通史編４ 近代・現代(1) 政治・行政1” (PDF). 神奈川県立公文書館.
- 川畑恵 (2008년 3월). “琉球国から琉球藩へ : 琉球処分の版籍奉還的意味を中心に”. 《沖縄文化研究》 (法政大学沖縄文化研究所) 34: 147–180. doi:10.15002/00007255. ISSN 1349-4015.
- 唐沢信安 (1993). “長谷川泰と｢脚気病院｣” (PDF). 《日本医史学雑誌》 (日本医史学会) 39: 83–85.
- 岸野悦朗 (2022년 6월). “わが国における近代税制の始まり (1) : 地租改正法制定に向けたプロセスを中心に”. 《南山経済研究》 (南山大学経済学会) 37 (1): 1–22. doi:10.15119/00004003. ISSN 0912-6139.
- 北口由望 (2008). “明治天皇と内国勧業博覧会行幸　殖産工業政策における天皇の役割を中心に” (PDF). 《書陵部紀要》 (宮内庁) 59: 47–64.
- 木本毅 (2021). “近代教育制度の発達と「学制」頒布の歴史的意義の検証 : 学制の制定とその歴史的評価” (PDF). 《和歌山信愛大学教育学部紀要》 (和歌山信愛大学教育学部) 2: 7–19. ISSN 2435-595X. 틀:国立国会図書館書誌ID.
- ドナルド・キーン (2001). 《明治天皇》 (일본어) 〈上巻〉. 新潮社. ISBN 978-4103317043.
- ドナルド・キーン (2001). 《明治天皇》 (일본어) 〈下巻〉. 新潮社. ISBN 978-4103317050.
- 桑田悦, 편집. (1995). 《近代日本戦争史 第1編 日清・日露戦争》 (일본어). 同台経済懇話会. ISBN 978-4906510061.
- 古結諒子 (2016). 《日清戦争における日本外交　東アジアをめぐる国際関係の変容》. 名古屋大学出版会. ISBN 978-4815808570.
- 坂内知子 (2003년 3월). “岩倉使節団とロシア宮廷の謁見儀礼”. 《異文化コミュニケーション研究》 (神田外語大学グローバル・コミュニケーション研究所) 15: 83–103. ISSN 0915-3446.
- 佐々木雄一 (2018). “近代日本の代議政治と陸奥宗光 :立憲政治, 競争, デモクラシー”. 《年報政治学》 69: 248–269. doi:10.7218/nenpouseijigaku.69.1_248. ISSN 0549-4192.
- 佐々木雄一 (2022). 《リーダーたちの日清戦争》. 歴史文化ライブラリー (일본어). 吉川弘文館 . ISBN 978-4642059428.
- 坂本一登 『伊藤博文と明治国家形成―「宮中」の制度化と立憲制の導入』（吉川弘文館、1991年） ISBN 464203630X
- 佐藤一伯 (2010). “明治神宮所蔵「明治天皇・昭憲皇太后御肖像」の世界 : 近代の神社崇敬にみるモノと心”. 《國學院大學伝統文化リサーチセンター研究紀要》 (國學院大學研究開発推進機構伝統文化リサーチセンター) 2.
- 佐藤一伯 (2012). “教育勅語と建国の思想” (PDF). 《明治聖徳記念学会紀要》 (明治聖徳記念学会) 49: 392–405.
- 篠﨑佑太 (2015). “江戸城から明治宮殿へ―首都東京の幕開け―” (PDF). 《東京都公文書館調査研究年報2016年第2号》.
- 渋谷雅之; 石黒敬章 (2010). 《英傑たちの肖像写真》 (일본어). 渡辺出版. ISBN 978-4-902119-09-1.
- 春畝公追頌会 (2022). “伊藤博文の国際政治 上編” (PDF). 書肆心水. ISBN 978-4910213286.
- 新城道彦 (2023). 《朝鮮半島の歴史: 政争と外患の六百年》. 新潮選書 (일본어). 新潮社. ISBN 978-4106039003.
- 鈴木敦史 (2021). “明治十四年巡幸における奉迎準備と地域社会の対応 : 山形県を事例として”. 《東海大学紀要. 海洋学部》 (東海大学海洋学部) 19: 13–22.
- 鈴木紀彦 (2013). “第一回地方官会議における木戸孝允と地方官”. 《法學研究 : 法律・政治・社会》 (慶應義塾大学大学院法学研究科内『法学政治学論究』刊行会) 96: 143–177.
- 鈴木裕香 (2023년 2월). “欧化政策における洋装の受容 －宮中における洋装化を中心として －”. 《放送大学文化科学研究》 (放送大学) 2: 110–119.
- 高田達雄; 児玉浩憲 (2010). “植民地化を防いだ電信網整備”. 《近代日本の創造史》 (近代日本の創造史懇話会) 9: 3–18. doi:10.11349/rcmcjs.9.3. ISSN 1882-2134.
- 高橋秀直 (1989년 3월). “形成期明治国家と朝鮮問題:甲申事変期の朝鮮政策の政治・外交史的検討”. 《史学雑誌》 (公益財団法人史学会) 98 (3): 295–331. doi:10.24471/shigaku.98.3_295.
- 高橋秀直 (2002년 3월). “「公議政体派」と薩摩倒幕派 : 王政復古クーデター再考”. 《京都大學文學部研究紀要》 (京都大學大學院文學研究科・文學部) 41: 1–84. hdl:2433/73103. ISSN 0452-9774.
- 田中嘉彦 (2015). “日本の行政機構改革 中央省庁再編の史的変遷とその文脈”. 《レファレンス》 (国立国会図書館調査及び立法考査局) 776: 53–82. doi:10.11501/9497212. NDLJP:9497212.
- 内藤一成 (2008). 《貴族院》. 同成社近現代史叢書. 同成社. ISBN 978-4886214188.
- 中村安菜 (2023년 3월). “中堅官僚井上毅の，江華島事件への係わり”. 《日本女子体育大学紀要》 (日本女子体育大学) 53: 1–12. doi:10.34349/00001086. ISSN 0285-0095.
- 中山和芳 (2007). 《ミカドの外交儀礼 明治天皇の時代》. 朝日選書814 (일본어). 朝日新聞社. ISBN 978-4022599148.
- 西尾幹二 (2005). 《新・地球日本史》. 〈1〉 : 明治中期から第二次大戦まで. 産経新聞ニュースサービス, 扶桑社 (発売). ISBN 4594048935. 틀:国立国会図書館書誌ID.
- 西川誠 (2011). 《明治天皇の大日本帝国》. 天皇の歴史. 07巻 (일본어). 講談社. ISBN 978-4062807371.
- 新田均 (1993년 4월). “明治時代の伊勢神宮”. 《皇学館論叢》 (皇学館大学人文学会) 27 (2): 61–76. ISSN 0287-0347.
- 藤田覚 (2011). 《江戸時代の天皇》. 天皇の歴史. 06巻. 講談社. ISBN 9784062807364. 틀:JP番号.
- ジョン・ブリーン 『儀礼と権力 天皇の明治維新』 平凡社選書、2011年
- 松浦茂樹 (1994년 6월). “明治8年の第1回地方官会議における治水についての論議”. 《水利科学》 (日本治山治水協会) 38 (2): 29–51. doi:10.20820/suirikagaku.38.2_29. ISSN 0039-4858.
- 松本健一 『明治天皇という人』（毎日新聞社、2010年）ISBN 4620322172
- アルジャーノン・ミットフォード『The Garter Mission to Japan』（日本行きガーター勲章使節団）、マクミラン出版社、1906年。
  - 『英国貴族の見た明治日本』長岡祥三訳、新人物往来社、1986年
    - 『ミットフォード日本日記 英国貴族の見た明治』長岡祥三訳、講談社学術文庫、2001年
- 三宅守常 (2017). “明治十三年甲州東山道御巡幸における供奉官山田顕義” (PDF). 《明治聖徳記念学会紀要》 (明治聖徳記念学会) 54: 63–138. 틀:国立国会図書館書誌ID.
- 森川潤 (1999년 9월). “明治十四年の政変への道程 : 井上毅をめぐる「ドイツへの傾斜」の動き”. 《広島修大論集. 人文編》 (広島修道大学人文学会) 40 (1): I–19. ISSN 0387-5873.
- 山口県 (1934). 《明治十八年明治天皇山口県御巡幸記》 (일본어). 山口県. NDLJP:1236389.
- 山口輝臣 (2005년 2월). 《明治神宮の出現》. 歴史文化ライブラリー (일본어). 吉川弘文館. ISBN 4-642-05585-1.
- 山崎鯛介 (2003). “明治宮殿の建設経緯に見る表宮殿の設計経緯”. 《日本建築学会計画系論文集》 (日本建築学会) 68 (572): 159–166. doi:10.3130/aija.68.159_3. ISSN 1340-4210.
- 山﨑鯛介; メアリー・レッドファーン; 今泉宜子 (2017). 《天皇のダイニングホール　知られざる明治天皇の宮廷外交》 (일본어). 思文閣出版. ISBN 978-4784219032.
- 山城智史 (2022). “琉球処分をめぐる李鴻章の外交基軸 : 琉球存続と分島改約案” (PDF). 《沖縄文化研究》 (法政大学沖縄文化研究所) 49.
- 山中敬一 (2017). “1880年プロイセン皇孫ハインリヒ 吹田遊猟事件”. 《關西大學法學論集》 (關西大學法學會) 67.
- 米窪明美『明治天皇の一日 皇室システムの伝統と現在』（新潮新書、2006年） ISBN 410610170X
- 米窪明美 (2011년 3월). 《明治宮殿のさんざめき》. 文藝春秋. ISBN 9784163739007. NDLJP:9920001.
  - 《明治宮殿のさんざめき》. 文春文庫 ; よ34-1. 文芸春秋. 2013년 9월. ISBN 9784167838782. 틀:JP番号.
- 渡辺幾治郎上巻 (1958). 《明治天皇》 上巻. 明治天皇頌徳会.
- 渡辺幾治郎下巻 (1958). 《明治天皇》 下巻. 明治天皇頌徳会.